# 6 Wojskowy Oddział Gospodarczy
6 Wojskowy Oddział Gospodarczy (6 WOG) – jednostka logistyczna Sił Zbrojnych Rzeczypospolitej Polskiej. Realizuje zadania zabezpieczenia finansowego i logistycznego jednostek i instytucji wojskowych na swoim terenie odpowiedzialności, w tym wojsk biorących udział w szkoleniu poligonowym na Centralnym Poligonie Sił Powietrznych.

## Formowanie i zmiany organizacyjne
Rozkazem dowódcy Marynarki Wojennej z 19 lutego 2007 w sprawie sformowania 6 WOG w Ustce, komendant Centrum Szkolenia Marynarki Wojennej przystąpił do formowania Oddziału. Kolejnym swoim rozkazem z 24 sierpnia 2007 dowódca MW określił terminu jego utworzenia – do 1 września 2007.
Rejon odpowiedzialności 6 WOG obejmuje powiaty: słupski, lęborski, bytowski, chojnicki, człuchowski i gminę Postomino z powiatu sławieńskiego.

24 listopada 2011 jednostka budżetowa – 6 WOG w Ustce – połączona została z jednostkami budżetowymi : 
- 7 Brygadą Obrony Wybrzeża w Słupsku,
- 1 batalionem zmechanizowanym w Lęborku.

### Wysunięte elementy oddziału
Bezpośrednie zadania wykonywane są przez wysunięte elementy oddziału:
- Grupa zabezpieczenia Słupsk
- Grupa zabezpieczenia Lębork
- Grupa zabezpieczenia Chojnice
- Grupa zabezpieczenia Czarne

## Symbole oddziału
Odznaka pamiątkowa
Minister Obrony Narodowej decyzją nr 102/MON z 10 kwietnia 2013 wprowadził odznakę pamiątkową i oznaki rozpoznawcze Oddziału .
Odznaka pamiątkowa wykonana jest w kształcie owalnym o wymiarach 45x35 mm.
Odznakę stanowią trzy elementy symbolizujące trzy rodzaje Sił Zbrojnych. Ich jednorodne połączenie wskazuje na więzi oraz identyfikację z jednostkami wojskowymi Marynarki Wojennej, Sił Powietrznych i Wojsk Lądowych. 
Oznaki rozpoznawcze 
Na tarczy hiszpańskiej o wymiarach 50x80 mm umieszczono fragment korpusówki służb logistycznych, wizerunek łososia i cyfrę 6.

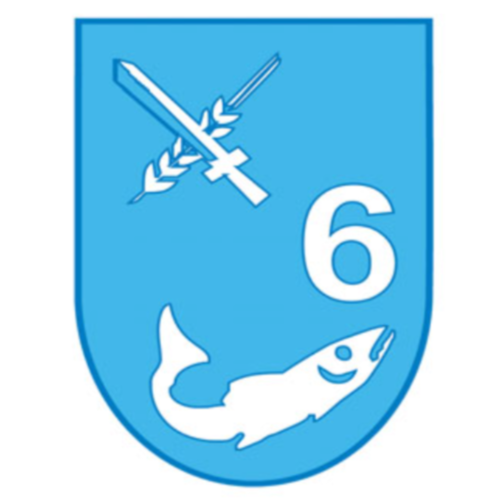
Oznaka rozpoznawcza na mundur wyjściowy
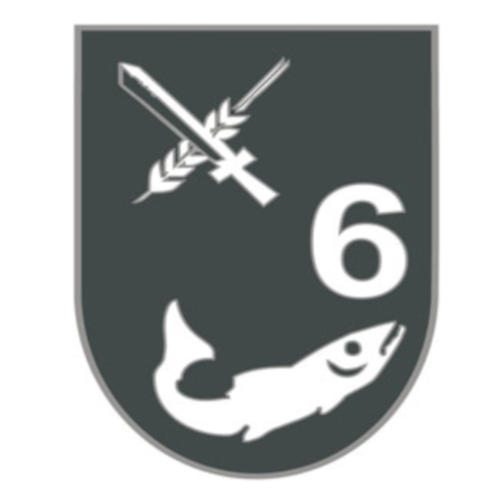
Oznaka rozpoznawcza na mundur polowy

## Żołnierze WOG
| Komendanci WOG               | Komendanci WOG         |
| Stopień, imię i nazwisko     | Okres pełnienia służby |
| ---------------------------- | ---------------------- |
| płk dypl. Michał Mikołajczyk |                        |
| płk Marek Mroczek            | obecnie                |